# Нізгурецький Леонід Михайлович
Леонід Михайлович Нізгурецький (17 січня 1908, Одеса, Херсонська губернія, Російська імперія — 5 січня 1992, Одеса, Україна) — український радянський організатор кіновиробництва.

## Біографія
Народився 17 січня 1908 року у Одесі в родині робітника.
У 1941 році закінчив Київський державний інститут кінематографії.
З 1941 року — директор Київської кіностудії ім. О. П. Довженка.
Був членом Спілки кінематографістів України.
Помер 5 січня 1992 у Одесі.

## Фільмографія
Директор кінокартин:
- 1948: Третій удар
- 1955: Пригоди з піджаком Тарапуньки
- 1956: Багаття безсмертя
- 1957: Круті сходи
- 1957: Штепсель одружує Тарапуньку
- 1958: Григорій Сковорода
- 1959: Олекса Довбуш
- 1961: За двома зайцями
- 1964: Ключі від неба
- 1965: Місяць травень
- 1966: А тепер суди...
- 1967: Непосиди
- 1968: Гольфстрим
- 1970: Мир хатам, війна палацам
- 1971: Інспектор карного розшуку